# Табінський Петро Васильович
Петро́ Васи́льович Табі́нський (нар.30 червня, 1888 , Берестечко, Волинська губернія, Російська імперія (нині — Горохівський район, Волинська область, Україна) — † 1950) — український церковно-освітній діяч, протоієрей.

## Життєпис
Родом із Берестечка на Волині. Закінчив Волинську духовну семінарію та Петербурзьку духовну академію.
У 1914—1918 роках — викладач духовної семінарії у Петербурзі. З 1918 р. — учитель державної української гімназії у Подільській губернії, від 1919 року — ректор Подільської духовної семінарії та доцент державного українського університету у Кам'янці-Подільському.
На початку 1921 р. отримав хіротонію на Священство від єпископа Гродненського Володимира
Від 1922 року — настоятель собору у Володимирі-Волинському, вчитель у місцевих школах. У 1924—1930 роках — ректор православної духовної семінарії у Кременці.
1931 року Табінський перейшов до греко-католицької церкви та викладав у греко-католицькій богословській академії у Львові.
У липні 1941 р. у Львові, під час німецько-нацистської окупації, Головним осередком пропаґанди Орґанізації українських націоналістів отримано повідомлення від о. Табінського про деяких членів української допомогової міліції, що за платню звільняють окремих представників єврейського населення краю після проведеної спільної облави німецьких і українських поліційних служб.
По війні ув'язнений і вивезений у Сибір, де й помер.
Автор статей на церковні теми.